# Egesina picina
Egesina picina là một loài bọ cánh cứng trong họ Cerambycidae.